# الخدمة العمومية للتشغيل في الجزائر
الخدمة العمومية للتشغيل في الجزائر، هي اختصاص وطني؛ وهي موكلة بشكل أساسي إلى الوكالة الوطنية للتشغيل (ANEM).

## الخدمة العمومية للتشغيل في الجزائر
اعترفت اتفاقية البطالة رقم 2 (1919) الصادرة عن منظمة العمل الدولية بدور خدمات التوظيف وشجعت على إنشاء خدمات توظيف وطنية في جميع الدول الأعضاء في منظمة العمل الدولية. حُدد دور دائرة التوظيف العامة على المستوى الدولي من خلال اتفاقية دائرة التوظيف رقم 88 (1948) لنفس المؤسسة.
وتطبيقا لهذه النصوص، أحدثت الهيئة العامة للتشغيل في الجزائر بموجب المرسوم رقم 62-99 المؤرخ في 29 نوفمبر 1962. وأوكلت إلى الديوان الوطني لليد العاملة [الفرنسية](ONAMO).
أُعيد صياغة الجهاز أو استكمل بنصوص تنظيمية أو تشريعية في عدة مناسبات، لا سيما في عام 1963 (إنشاء احتكار لتدفقات الهجرة)، عام 1971 (تنظيم الديوان الوطني لليد العاملة)، عام 1990 (تغيير اسم الديوان الوطني لليد العاملة إلى الوكالة الوطنية للتشغيل، آنيم).) و2004 (الوضع الجديد لأنيم وإنشاء وكالات التوظيف الخاصة).

## وكالات الخدمة العمومية للتشغيل

### الديوان الوطني لليد العاملة
الديوان الوطني لليد العاملة (ONAMO)، الذي أنشئ في عام 1962، كانت مهمته الرئيسية، منذ عام 1963، هي إدارة تدفقات الهجرة نحو فرنسا ثم جمهورية ألمانيا الديمقراطية. يحدد الأمر الصادر في 17 يونيو 1971 تنظيمها. إلا أن دور المنظمة محدود، إذ لم يكن لدى الجزائر سياسة تشغيل حقيقية خلال هذه الفترة.

### الوكالة الوطنية للتشغيل
الوكالة الوطنية للتشغيل (ANEM)، هي تحت إشراف وزارة العمل والضمان الاجتماعي، أنشأت سنة 1990 كمؤسسة عمومية، لتأخذ مكان (ONAMO)،وفي عام 2004، مُنحت صفة المؤسسة العامة ذات الإدارة النوعية، ويعهد إليها هذا النص الأخير بمراقبة المنظمات الخاصة المساهمة في الخدمة العامة للتشغيل، المرخص لها الآن. يتعين على جميع أصحاب العمل إخطار أي عرض عمل إلى وكالة توظيف آنيم أو إلى منظمة خاصة معتمدة.
وضعت الوكالة الوطنية للتشغيل تحت إشراف وزارة العمل والضمان الاجتماعي.

## التنظيمات الأخرى

### التنظيمات الخاصة المعتمدة
صادقت الجزائر على اتفاقية منظمة العمل الدولية رقم 181 بشأن وكالات الاستخدام الخاصة في عام 2005. وهي تفتح نشاط التوظيف أمام القطاع الخاص. يجب أن يُوافق الوزير المسؤول عن التوظيف على المنظمات الخاصة مع إلزامية إبرام اتفاقية مع الوكالة الوطنية للتشغيل. تُشكل على أساس إقليمي. تمت الموافقة على سبع منظمات في عام 2009 وخمس في عام 20106. وأضيفت أربع منظمات أخرى في عام 2011، ليصل المجموع إلى 16 في بداية عام 2017.

### الصندوق الوطني للتأمين عن البطالة
تم إنشاء الصندوق الوطني للتأمين عن البطالة [الفرنسية] (CNAC) في عام 1994 مؤسسة عامة للضمان الاجتماعي. وهو مسؤول عن تعويض البطالة للموظفين السابقين المفصولين. إلا أن هذا النشاط، الذي كان كبيرا بين عامي 1996 و1999، تراجع منذ ذلك الحين. منذ عام 2004، يُعد الصندوق الوطني للتأمين عن البطالة المسؤول عن تنفيذ نظام لدعم إنشاء نشاط للعاطلين عن العمل الذين تتراوح أعمارهم بين 35 و50 عاما (تم تخفيض السن إلى 30 في عام 2010)، حيث يساهم الصندوق في تمويل إنشاء المؤسسات الصغيرة والمتوسطة.

### الوكالة الوطنية لدعم تشغيل الشباب
الوكالة الوطنية لدعم تشغيل الشباب [الفرنسية] (ANSEJ) تم إنشائها سنة 1996، وهي المسؤولة عن تنفيذ الدعم لإنشاء نشاطات للأشخاص الذين تقل أعمارهم عن 40 سنة.

## وصلات خارجية
- المديرية العامة للوظيفة العمومية والإصلاح الإداري
- الموقع الرسمي للوكالة الوطنية لتشغيل (الجزائر)
- الموقع الرسمي للصندوق الوطني للتأمين عن البطالة
- الموقع الرسمي للوكالة الوطنية لدعم تشغيل الشباب
- مدونة التوظيف في الجزائر dzemploi
- مدونة توظيف وعمل
- الوظيف العمومي